# Pelly (circonscription saskatchewanaise)
Pour les articles homonymes, voir Pelly.
Circonscription électorale provinciale du Canada
Pelly est une ancienne circonscription électorale provinciale de la Saskatchewan au Canada. Elle est représentée à l'Assemblée législative de la Saskatchewan de 1908 à 1995.
C'est dans cette circonscription qu'est élue Sarah Ramsland, première femme à siéger à l'Assemblée législative de la Saskatchewan.

## Liste des députés
| Parlement                                      | Années    | Député           | Député                       | Parti                     |
| Pelly                                          | Pelly     | Pelly            | Pelly                        | Pelly                     |
| ---------------------------------------------- | --------- | ---------------- | ---------------------------- | ------------------------- |
| 2e                                             | 1908–1912 |                  | John Kenneth Johnston        | Libéral                   |
| 3e                                             | 1912–1917 |                  | John Kenneth Johnston        | Libéral                   |
| 4e                                             | 1917–1918 | Max Ramsland     |                              | Libéral                   |
| 4e                                             | 1919-1921 | Sarah Ramsland   |                              | Libéral                   |
| 5e                                             | 1921–1925 | Sarah Ramsland   |                              | Libéral                   |
| 6e                                             | 1925–1929 |                  | Charles Tran                 | Progressiste (en)         |
| 7e                                             | 1929–1934 |                  | Reginald John Marsden Parker | Libéral                   |
| 8e                                             | 1934–1938 |                  | Reginald John Marsden Parker | Libéral                   |
| 9e                                             | 1938–1944 |                  | Reginald John Marsden Parker | Libéral                   |
| 10e                                            | 1944–1948 |                  | Dan Daniels                  | CCF                       |
| 11e                                            | 1948–1952 |                  | John Gray Banks (en)         | Libéral                   |
| 12e                                            | 1952–1956 |                  | Arnold Feusi                 | CCF                       |
| 13e                                            | 1956–1960 |                  | Jim Barrie (en)              | Libéral                   |
| 14e                                            | 1960–1964 |                  | Jim Barrie (en)              | Libéral                   |
| 15e                                            | 1964–1967 |                  | Leonard Larson (en)          | CCF                       |
| 16e                                            | 1967–1971 |                  | Jim Barrie (en) (2)          | Libéral                   |
| 17e                                            | 1971–1975 |                  | Leonard Larson (en) (2)      | Néo-démocrate             |
| 18e                                            | 1975–1977 |                  | Leonard Larson (en) (2)      | Néo-démocrate             |
| 18e                                            | 1977-1978 | Norm Lusney (en) |                              | Néo-démocrate             |
| 19e                                            | 1978–1982 | Norm Lusney (en) |                              | Néo-démocrate             |
| 20e                                            | 1982–1986 | Norm Lusney (en) |                              | Néo-démocrate             |
| 21e                                            | 1986–1991 |                  | Rod Gardner (en)             | Progressiste-conservateur |
| 22e                                            | 1991–1995 |                  | Ron Harper (en)              | Néo-démocrate             |
| Circonscription redistribuée dans Canora-Pelly |           |                  |                              |                           |